# Abderramão ibne Rabia
Abderramão, Abederramão, Abderramane ou Abederramane ibne Rabia (em árabe: عبدالرحمن بن ربيعة, ʿAbd ar-Raḥmān ibn Rabīʿah) foi um general árabe do Califado Ortodoxo. Pode ter sido o irmão de Salmã ibne Rabia, o governador militar da Armênia sob o califa omíada Omar (r. 634–644). Foi confiado com a missão de submeter os cazares e invadiu o norte do Cáucaso com este objetivo em 642. Em 651/652, tentou avançar sobre a capital cazar, Balanjar, mas os árabes foram derrotados numa batalha diante da cidade. O irmão de Abderramão, Salmã, foi morto junto com 4 000 soldados muçulmanos.